# Casa Llobet (els Prats de Rei)
La casa Llobet és un edifici enclavat a la cruïlla del Passeig J. M. Llobet amb el carrer del Forn dels Prats de Rei (Anoia). L'edifici es caracteritza per la seva decoració exterior feta amb totxo vermell i elements de ceràmica de diferents colors. Destaquen les finestres amb els seus marcs de totxo vermell i forma d'arc ogival escalonat. Decoració a base de temes florals amb ceràmica de colors verds, blaus i grocs. També són força notables els elements escultòrics que s'incorporen a la decoració de la façana, concretament a la barana i als marcs d'algunes de les finestres. Fou reformada a inicis de segle afegint-hi noves finestres i balcons amb obra cuita i rajoles acolorides.